# Béronne
La Béronne est une rivière française du département des Deux-Sèvres en région Nouvelle-Aquitaine, et un affluent rive droite de la Boutonne.

## Hydrographie
La Béronne est un cours d'eau de première catégorie qui prend sa source à la fontaine de Triangle, située en limite de Sepvret et Saint-Léger-de-la-Martinière, dans les Deux-Sèvres, et se jette dans la Boutonne à Vernoux-sur-Boutonne.
De 29,5 km de longueur, son bassin versant est de 268 km2 .

### Principaux affluents
Sources : Sandre, Géoportail.
Les affluents mentionnés ci-dessous sont nommés d'amont en aval par rapport au cours de la rivière.

#### Rive droite
- Ruisseau de la Guillotière, 3 km[4]
- Ruisseau de Virelebanc, 2,3 km[5]
- Ruisseau de l'Argentière, 2,2 km[6]
- La Grande Neide, 4,3 km[7]

#### Rive gauche
- Ruisseau du Rivault, 2,5 km[8]
- La Berlande, 10 km[9]
- La Neide, 0,7 km[10]

## Communes traversées
Dans le seul département des Deux-Sèvres, la Belle traverse neuf communes, de l'amont vers l'aval :
- Sepvret,
- Saint-Léger-de-la-Martinière,
- Melle,
- Saint-Martin-lès-Melle,
- Saint-Romans-lès-Melle,
- Mazières-sur-Béronne,
- Périgné,
- Vernoux-sur-Boutonne,
- Secondigné-sur-Belle.

## Galerie

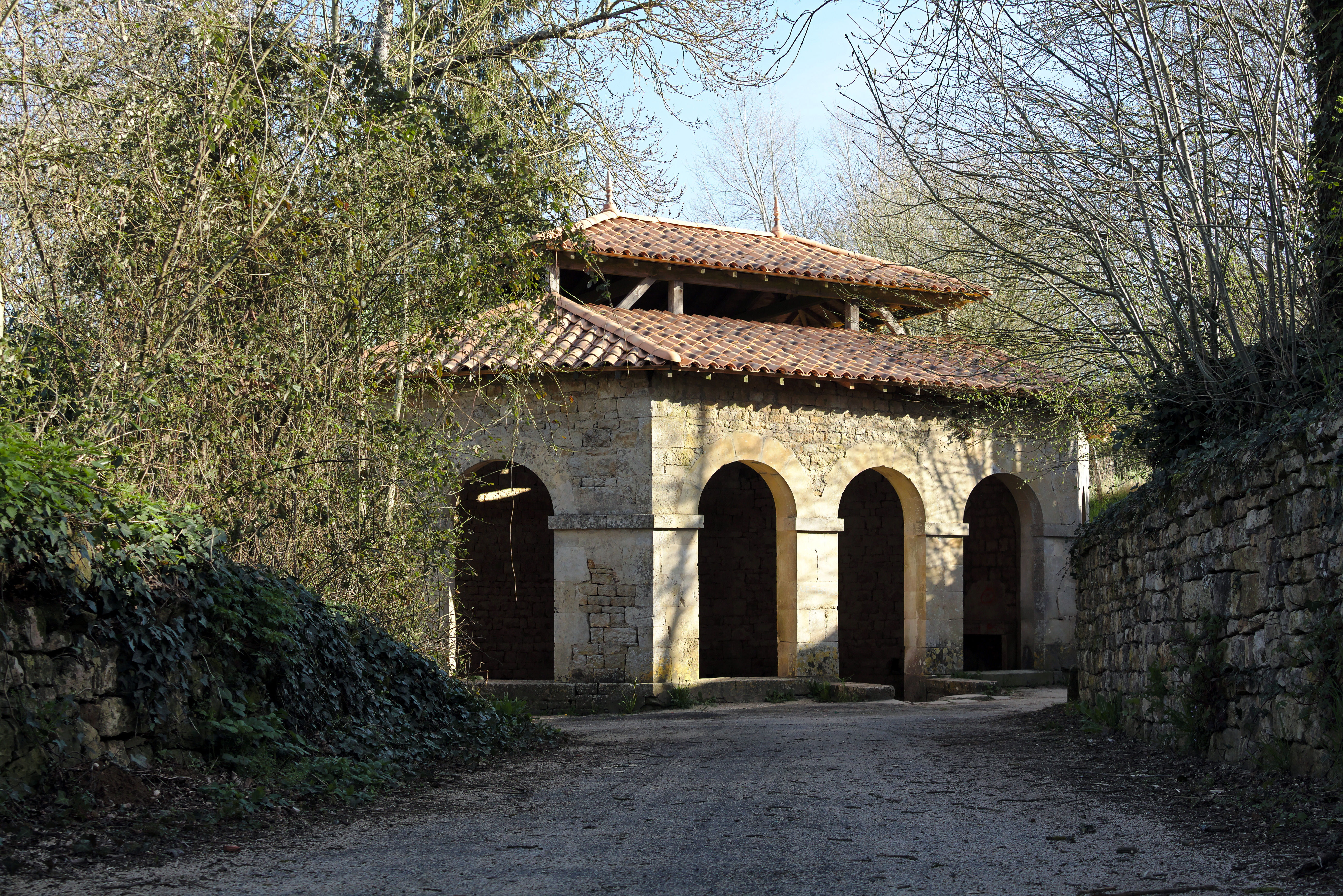
Melle - Lavoir de Villiers
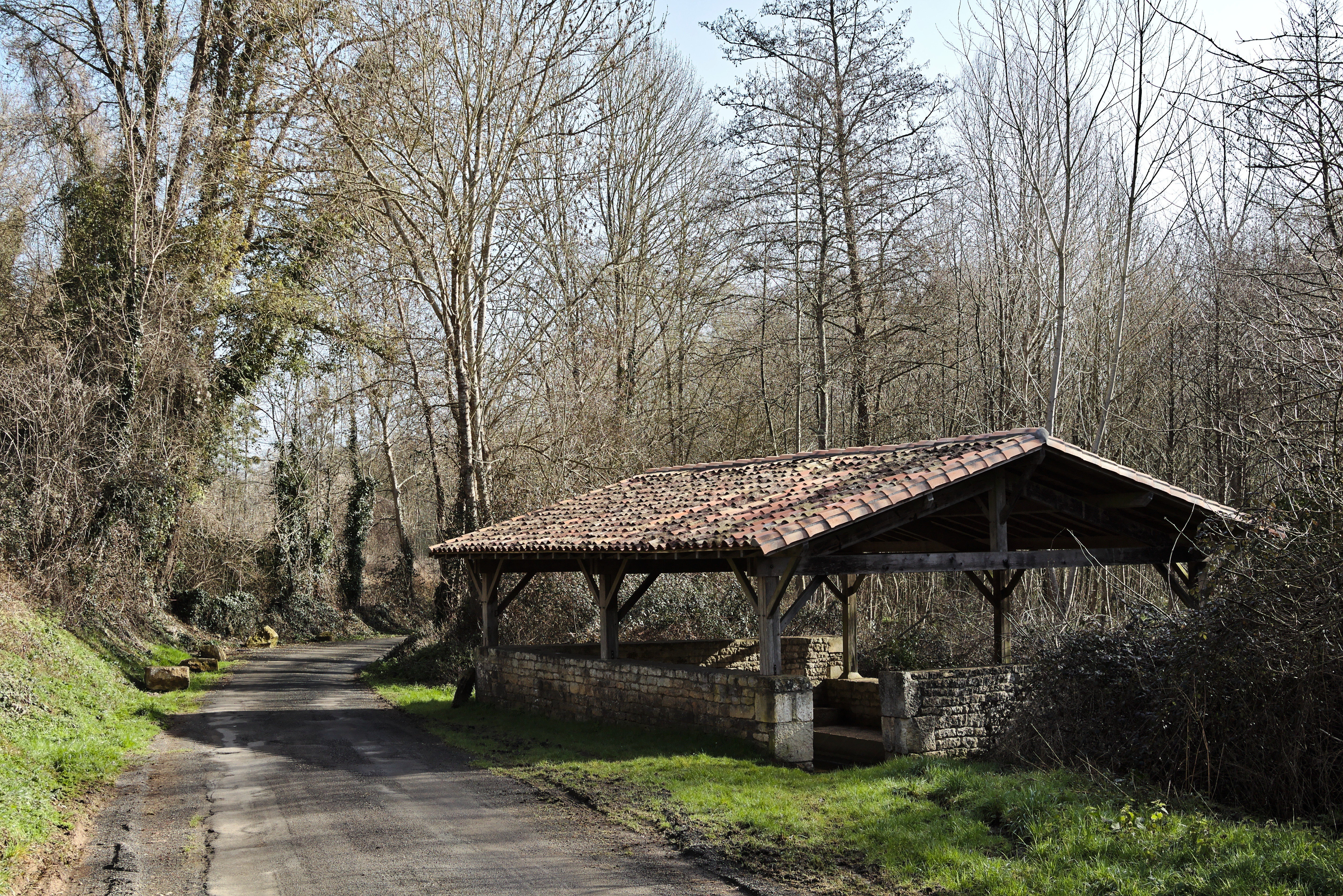
Saint-Romans-lès-Melle - Lavoir des Roches
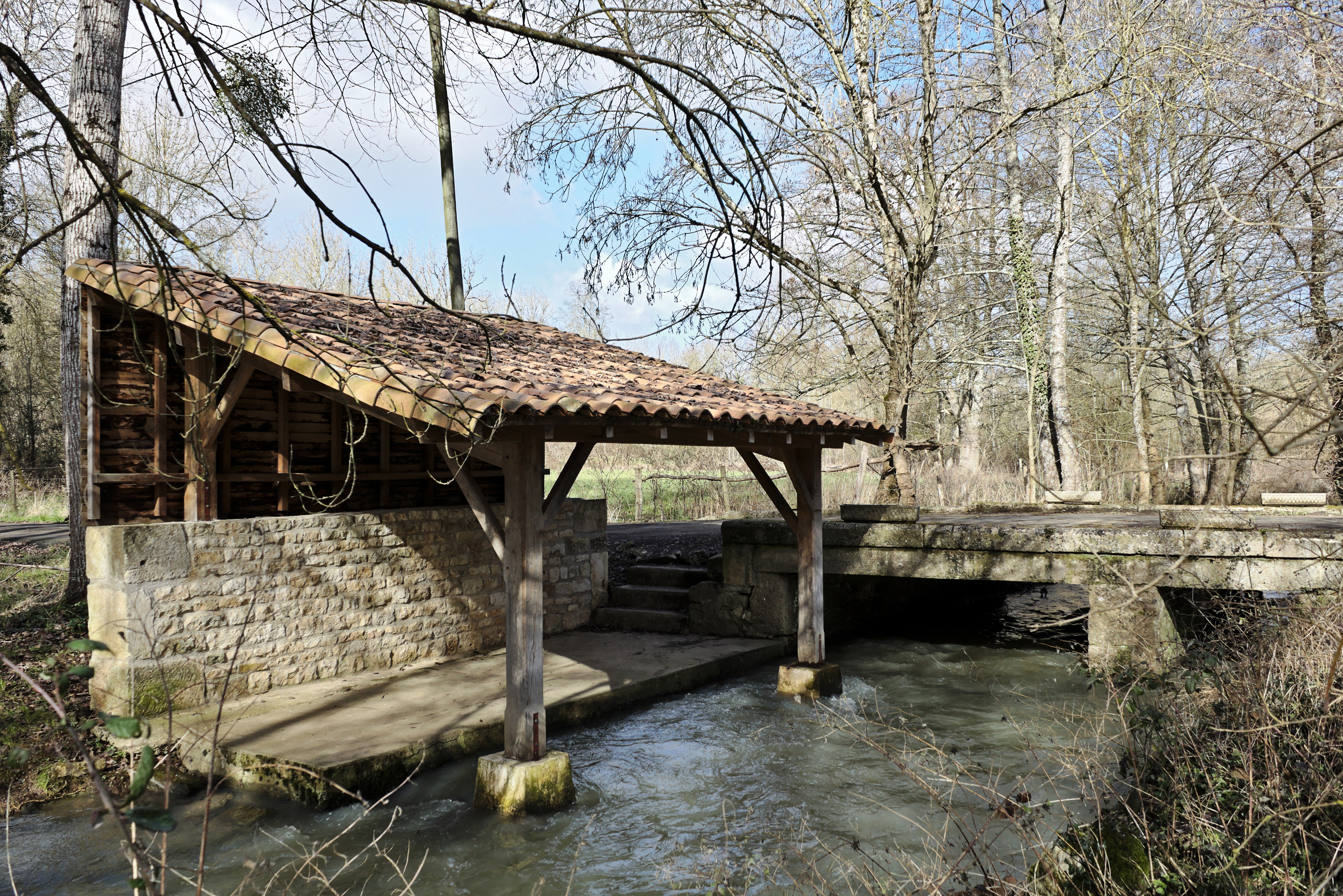
Mazières-sur-Béronne - Lavoir de Turzay
Périgné - Pont ancien au hameau de Vilaine